# Saint-Sauveur-Gouvernet
 Saint-Sauveur-Gouvernet  là một xã thuộc tỉnh Drôme trong vùng Auvergne-Rhône-Alpes ở đông nam nước Pháp. Xã Saint-Sauveur-Gouvernet nằm ở khu vực có độ cao 585 mét trên mực nước biển.